# Jumeirah Garden City

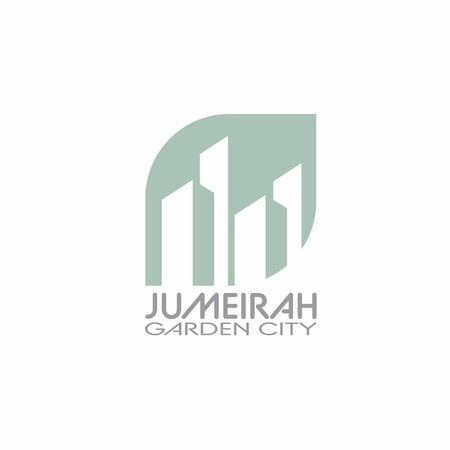
Logo del Jumeirah Garden City en Dubái aun en construcción.

El plan maestro de Jumeirah Garden City se refiere a la reelaboración de un 9 000 000 de metros cuadrados la superficie terrestre, concebido para ser parte del plan estratégico para el año 2015 Dubái. La promoción consta de doce distritos con un espacio edificado de 14 000 000 de metros cuadrados. La plaza de la ciudad jardín se pretende atender a una población de 50 000 a 60 000 residentes. El proyecto tendrá un costo aproximado de 350 mil millones (aproximadamente $ 95bn). El anuncio llega junto con una desaceleración global que ha destruido la confianza de los inversores en todo el mundo, pero va a demostrar que Dubái está decidido a continuar con la visión de Su Alteza Jeque Mohammed bin Rashid Al Maktoum, vicepresidente y el primer ministro de los Emiratos Árabes Unidos y gobernador de Dubái.